# Stagione di college football 2006
La stagione di college football NCAA Division I FBS 2006 negli Stati Uniti organizzata dalla National Collegiate Athletic Association (NCAA) per la Division I Football Bowl Subdivision (FBS), il livello più elevato del football universitario, è iniziata il 31 agosto e la sua stagione regolare si è conclusa il 2 dicembre 2006. La finale si è disputata l'8 gennaio 2007 allo University of Phoenix Stadium di Glendale. Vi parteciparono le prime due classificate del Bowl Championship Series (BCS): gli Ohio State Buckeyes n.1 campioni della Big Ten Conference e i Florida Gators n.2 campioni della Southeastern Conference. Florida batté Ohio State con un punteggio di 41–14, vincendo il suo terzo titolo nazionale.
I Boise State Broncos furono l'unica squadra imbattuta in entrambi i livelli della Division I dopo avere battuto Oklahoma nel Fiesta Bowl.

## Premi e onori

### Heisman Trophy
L'Heisman Trophy è assegnato ogni anno al miglior giocatore.
Classifica finale
| Player          | School        | Position | 1º  | 2º  | 3º  | Totale |
| --------------- | ------------- | -------- | --- | --- | --- | ------ |
| Troy Smith      | Ohio State    | QB       | 801 | 62  | 13  | 2.540  |
| Darren McFadden | Arkansas      | RB       | 45  | 298 | 147 | 878    |
| Brady Quinn     | Notre Dame    | QB       | 13  | 276 | 191 | 782    |
| Steve Slaton    | West Virginia | RB       | 6   | 51  | 94  | 214    |
| Mike Hart       | Michigan      | RB       | 5   | 58  | 79  | 210    |
| Colt Brennan    | Hawaii        | QB       | 6   | 44  | 96  | 202    |
| Ray Rice        | Rutgers       | RB       | 1   | 16  | 44  | 79     |
| Ian Johnson     | Boise State   | RB       | 1   | 13  | 44  | 73     |
| Dwayne Jarrett  | USC           | WR       | 1   | 11  | 22  | 47     |
| Calvin Johnson  | Georgia Tech  | WR       | 1   | 8   | 24  | 43     |

### Altri premi al miglior giocatore
- Maxwell Award (miglior giocatore): Brady Quinn
- Walter Camp Award (miglior giocatore): Troy Smith